# Селькупська мова
Селькупська мова — одна з самодійських мов, мова селькупів.

## Поширення мови
Розповсюджена в Росії у межиріччі Середньої Обі та Єнісею на території Томської області, Красноселькупського і Пуровського районів Ямало-Ненецького автономного округа і Туруханського району Красноярського краю.

## Класифікація
Селькупська мовою відноситься до самодійської гілки уральської мовної сім'ї. Вважається, що від своїх найближчих родичів — ненецької тундрової, ненецької лісової, енецької та нганасанської мов, а також від нині зниклих камасінської та маторської мов — селькупська мова відокремилася близько двох тисяч років тому.

## Кількість носіїв мови
Селькупською мовою станом на 2010 рік володіє 1023 чоловік.

## Лінгвістична характеристика
У селькупській мові 25 голосних та 16 приголосних
Характерна позиційна модифікація фонем. На початку і кінці слів і морфем не зустрічаються сполучення приголосних. ŋ не зустрічається на початку слів, а w і — в кінці слів. Кінцеві носові (m, n, ŋ) чергуються з вибуховими того ж місця утворення (p, t, k), напр.: Kanak / kanaŋ / kana 'собака', qontam / qontap 'я знайшов'.
Наголос динамічний. Переважають склади структури CV і CVC.
Селькупська мова — аглютинативно-синтетична. Основний морфологічний засіб — суфіксація.
Значна частина словникового фонду селькупська мови має загальносамодійське походження. Кількість запозичень з мов сусідів — хантийської (ваховський діалект), кетської, евенкійської, тюркських мов — порівняно невелике. З XVIII ст. запозичується російська лексика, причому останнім часом практично без фонетичної адаптації.
Селькупська мова — мова номінативного ладу. Звичайний порядок слів у реченні: SOV. Визначення передує визначеного слову. Падіж суб'єкта — називний, падіж об'єкта — знахідний і називний.
Типовим є вживання поліпредикативних конструкцій, по функції замінючих складні речення.

## Писемність
Перша спроба створення селькупської писемності була зроблена в XIX ст. У 1879 р. Н. П. Григоровським була складена і опублікована селькупський алфавіт і три невеликі книжки православного змісту на обському діалекті селькупської мови з використанням російського (кириличного) алфавіту. У 1900 р. Архієпископ Томський і Алтайський Макарій випустив ще одну релігійно-просвітницьку книгу на близькій діалектної основі, також використавши кириличний алфавіт. Однак ці спроби не привели до поширення грамотності серед селькупів. У нач. 1930-х рр.. в рамках створення алфавітів для народів Півночі Росії, Сибіру та Далекого Сходу, для селькупської мови була розроблена нова система письма на латинській графічній основі з орієнтацією на північний (тазовсько-туруханський) діалект; почалося видання навчальної літератури та навчання селькупських дітей в школі рідною мовою. У 1937 р. селькупська писемність була успішно перекладена на російську графіку. Це дестабілізувало і селькупську писемність, і шкільне навчання на селькупській мові. Поступово із засобу навчання він перетворився на предмет, а в середині 1950-х років був і зовсім вилучений зі шкільної програми. Одночасно припинилося видання на ньому навчальної літератури. Що ж стосується художньої літератури, то на селькупській мові вона ніколи не видавалася. Виняток становлять два пісенних тексти, опублікованих в салехардському збірнику «Північні розсипи» (1962). З початку 1980-х років робиться нова спроба зробити селькупську мову писемною. Новий алфавіт, розроблений на кириличній основі з орієнтацією на північний діалект, за два десятиліття зазнав деякої модифікації в бік більш адекватного відображення фонемного складу базового діалекту. Дотепер видано підручники селькупської мови для 1-3 класів початкової школи, книга для читання у 1-2 класах та в 4 класі і навчальний селькупсько-російський і російсько-селькупський словник. Авторами шкільних підручників є представники селькупської інтелігенції. Крім того, опубліковано підручник селькупської мови для вищих навчальних закладів. Це перший вузівський підручник мови корінних нечисленних народів Півночі Росії. Крім навчальної літератури та наукових публікацій фольклору наприкінці 1990-х років була видана невелика книга текстів селькупських пісень.
Оскільки діалекти південних селькупів істотно відрізняються від північних (тазовсько-туруханського) діалекту, підручники, створювані на цьому діалекті, непридатні для використання на півдні. На початку 1990-х рр.. в Лабораторії мов народів Сибіру Томського державного педагогічного університету була розроблена система письма для діалектів південних селькупів. На базі середньообського говору був підготовлений і виданий селькупський буквар, шкільний словничок і розмовник. Ще один розмовник був опублікований на наримському говорі. Був також виданий збірник селькупських казок, який може бути використаний як шкільний навчальний посібник. У школах двох селищ Томської області почалося викладання локальних варіантів селькупської мови.
Слід зазначити, що основною галуззю використання селькупської писемності є освіта. За межами школи і вузу селькупська писемність (як на північному діалекті, так і на південних діалектах) практично не використовується.
Селькупський алфавіт (латиниця)
| A a | Ā ā | B ʙ | Ç ç | D d | E e | Ə ə | Æ æ |
| F f | G g | H h | I i | Ь ь | J j | K k | L l |
| Ļ ļ | M m | N n | Ņ ņ | Ŋ ŋ | O o | Ɵ ɵ | P p |
| Q q | R r | S s | Ş ş | T t | Ţ ţ | U u | W w |
| Y y | Z z | ‘   |     |     |     |     |     |

Літери D d, F f, H h вживалися лише в запозичених словах.
Зараз існує два алфавіти — для північного та для південного діалектів.
Північноселькупський алфавіт
| А а | Б б | В в | Г г | Д д | Е е | Ё ё | Ж ж |
| З з | И и | Й й | К к | Ӄ ӄ | Л л | М м | Н н |
| Ӈ ӈ | O o | Ө ө | Ӧ ӧ | П п | Р р | С с | Т т |
| У у | Ӱ ӱ | Ф ф | Х х | Ц ц | Ч ч | Ш ш | Щ щ |
| ъ   | Ы ы | ь   | Ә ә | Э э | Ю ю | Я я |     |

Південноселькупський алфавіт
| А а | Б б | В в | Г г | Ӷ ӷ | Д д | Е е | Ё ё |
| Ж ж | Җ җ | З з | И и | И̇ и̇ | К к | Ӄ ӄ | Л л |
| М м | Н н | Ӈ ӈ | O o | Ӧ ӧ | П п | Р р | С с |
| Т т | У у | Ӱ ӱ | Ф ф | Х х | Ц ц | Ч ч | Ш ш |
| Щ щ | ъ   | Ы ы | ь   | Э э | Ӭ ӭ | Ю ю | Я я |